# Hydrophis fasciatus
Hydrophis fasciatus là một loài rắn trong họ Rắn hổ. Loài này được Schneider mô tả khoa học đầu tiên năm 1799.